# Leandro Rovirosa Wade 2da. Sección
Leandro Rovirosa Wade 2da. Sección är en ort i Mexiko.   Den ligger i kommunen Centla och delstaten Tabasco, i den sydöstra delen av landet, 700 km öster om huvudstaden Mexico City. Leandro Rovirosa Wade 2da. Sección ligger 9 meter över havet och antalet invånare är 304.
Terrängen runt Leandro Rovirosa Wade 2da. Sección är mycket platt. Havet är nära Leandro Rovirosa Wade 2da. Sección åt nordväst. Runt Leandro Rovirosa Wade 2da. Sección är det ganska glesbefolkat, med 32 invånare per kvadratkilometer. Närmaste större samhälle är Gobernador Cruz, 1,0 km nordost om Leandro Rovirosa Wade 2da. Sección. Omgivningarna runt Leandro Rovirosa Wade 2da. Sección är en mosaik av jordbruksmark och naturlig växtlighet.